# イタチタケ

イタチタケ（鼬茸、学名: Candolleomyces candolleanus）は、ナヨタケ科 Candolleomyces 属に属する小型から中型のキノコ（菌類）の一種。森で見られる傘が黄色のキノコで、世界中で見られる。広葉樹の切り株や枯れ木に発生する。

## 名称
和名は、「鼬」の漢字を与えているが、イタチタケの語源に語源についてはよくわかっていない。
種小名 candolleanusは19世紀のスイスの菌学者ドゥ・カンドルにちなむ。
地方名は、下のようなものがある。
- 秋田県：ウマノクソボッチ
- 岩手県・福島県・佐賀県：カキネタケ

## 分布・生態
世界の広葉樹林の朽ちた倒木に分布する。
木材腐朽菌（腐生菌）。初夏（梅雨ごろ）から秋（中秋）にかけて、ナラ、コナラ、クヌギなどの広葉樹林の林内地上や、枯幹、材上や切り株腐木、公園などの切り株に散生か群生する。

## 形態
子実体は、傘と柄からなる。傘は径3 - 7センチメートル (cm) 。傘の形は若い時期は卵形から鐘形だが、生長すると中央が中高の扁平になる。傘表面は湿ると、淡黄褐色でなめらかで条線がある。乾燥すると、放射状に裂けやすく、表面は白っぽい淡褐色で、微細なささくれ状から平滑。縁に白色の被膜をつけるが、落ちてなくなりやすい。
傘の裏のヒダははじめ白色で淡紅色を帯び、柄に対して直生または湾生していて、密に配列する。胞子ができて老成するとひだは帯紫褐色になる。若いうちは傘が開くにつれ白色の被膜が傘の縁に付着し、しばらく経過すると、白い毛が傘の縁に付着しているような外見となる。胞子は暗紫褐色。
柄は長さ4 - 8 cm、白色で脆く、表面がささくれていて上部は粉状。中空で細長く、上下同大か下方に向かって太くなる。柄につばをつけることはない。
イタチタケを含むナヨタケ属は、胞子紋が暗紫褐色から黒色であるという特徴がある。

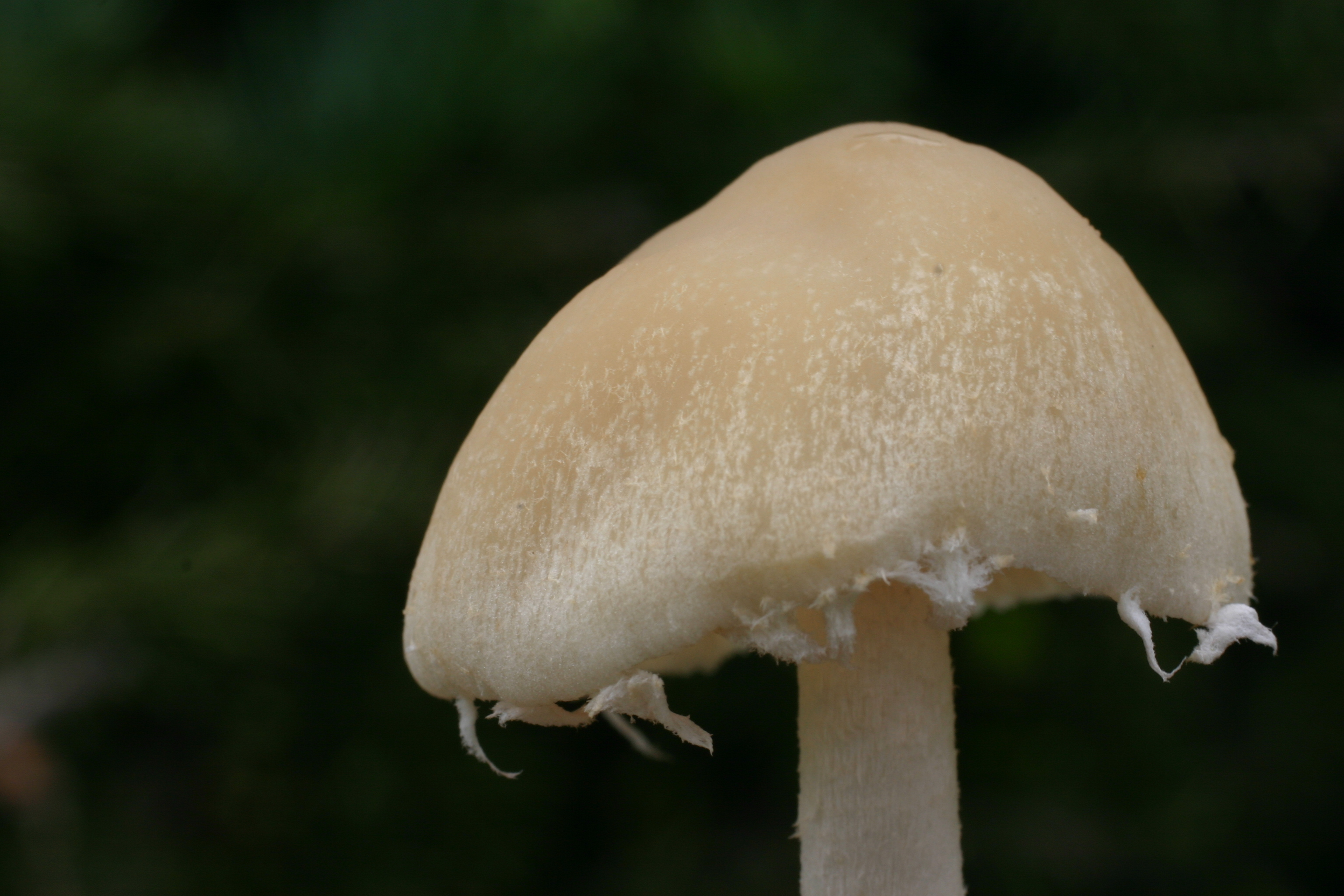
傘の縁には白い皮膜の名残がつく
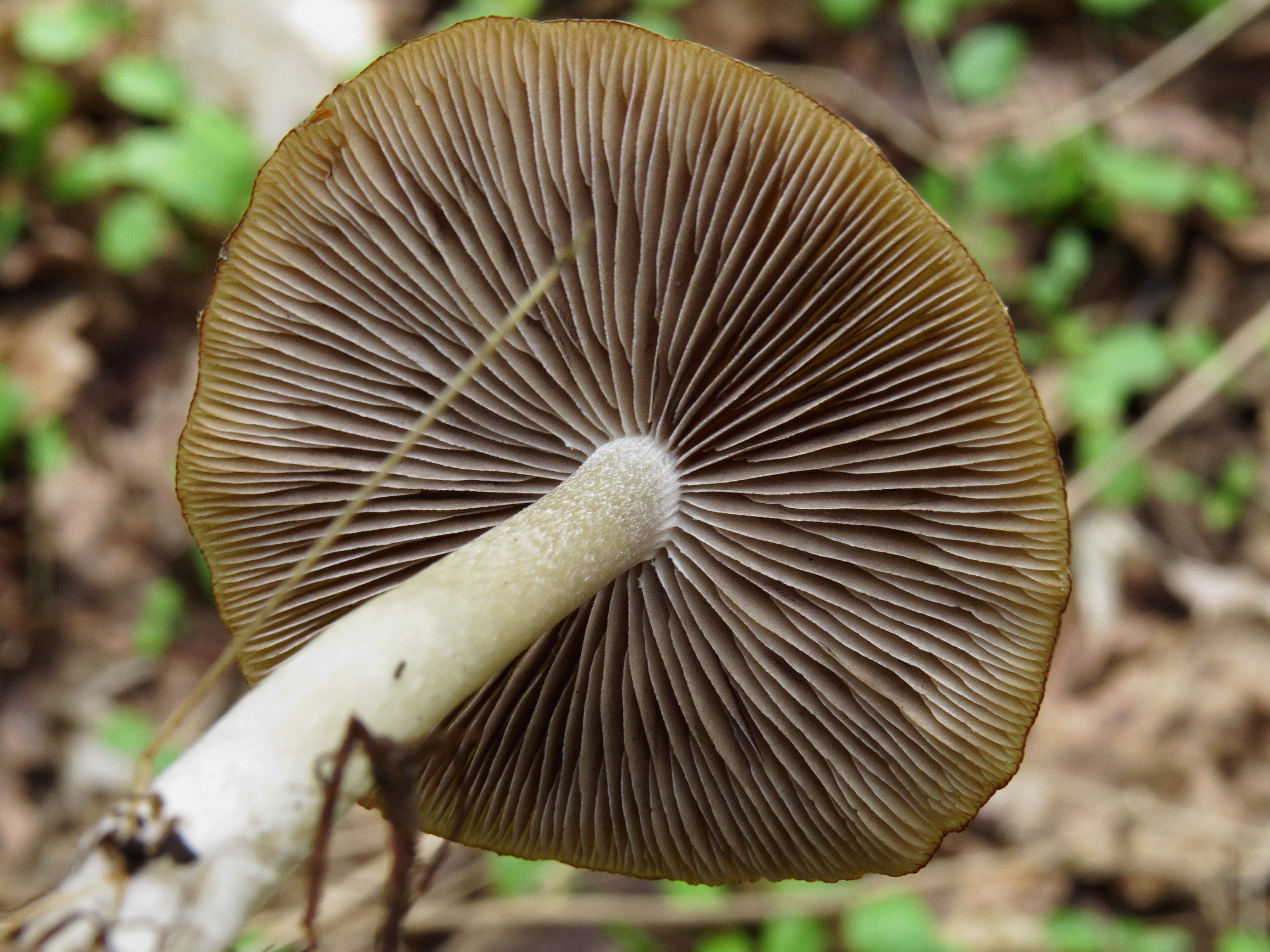
ヒダ
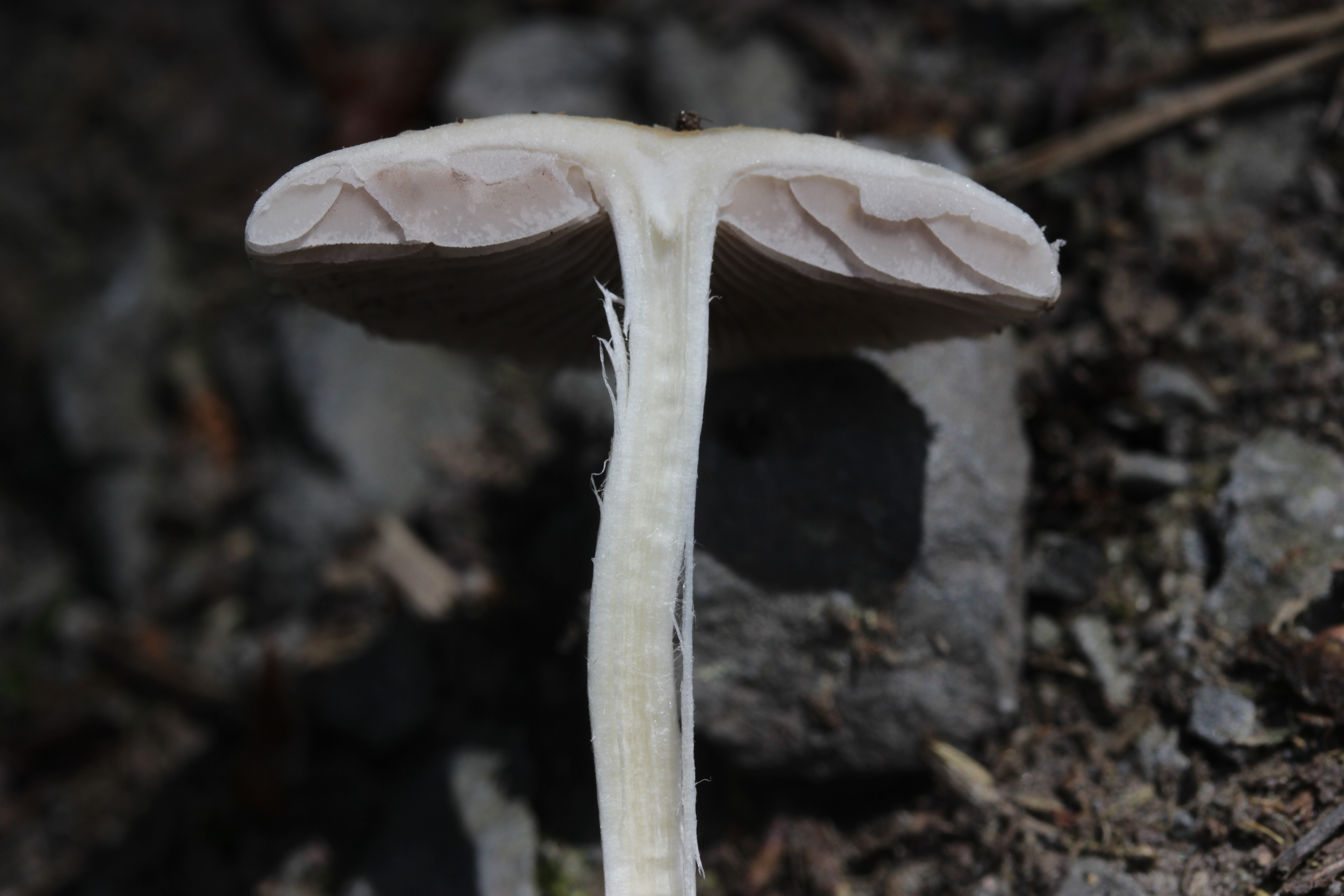
柄は中空で、ヒダは直生

## 利用
ヒダが白い若いキノコを食用にすることがあるが、傘の裏が黒くなった老菌は食用に適さない。また、毒成分を含むので食べない方が良いという意見もある。肉は薄くて脆いので、食べるときは丁寧に扱って調理する。汁物や炒め物（バター炒め）、鍋物、鉄板焼き、お好み焼きの具などにするとよい。柄の太いものを選ぶとよいが、これは薄くもろく壊れやすいためである。ただし、毒成分のシロシビン類があり、頭痛、悪寒、平衡感覚の喪失、めまい、血圧降下、幻覚、精神錯乱、暴力など、中枢神経系の中毒を起こす。